# Vitello alla Orloff
Il vitello alla Orloff (in russo телятина по-орловски?, telyatina po-orlovski, in francese veau Orloff e veau Orlov), anche conosciuto come sella alla Orloff, è un piatto della cucina francese e russa.

## Storia
Il vitello alla Orloff venne inventato dallo chef francese Urbain Dubois, che lavorava per il diplomatico russo Aleksej Fëdorovič Orlov, appartenente alla famiglia di diplomatici Orlov e amante di Caterina la grande. Durante il diciannovesimo secolo, il vitello alla Orloff divenne un piatto di carne molto popolare tra i reali francesi e russi.

## Preparazione
Il vitello alla Orloff è un brasato di filetto di manzo tagliato finemente e cotto con funghi e cipolle. Viene servito con la salsa Mornay (una sorta di besciamella con il formaggio fuso). Successivamente, la sella di vitello viene infornata.